# Miguel de Ibarra
Miguel de Ibarra (Eíbar Guipúzcoa, ca. 1550 - Quito Ecuador) fue el séptimo Presidente de la Audiencia de Quito. Es recordado por fundar la ciudad de San Miguel de Ibarra en el norte de Ecuador. Además impulsó la industria textilera buscando el desarrollo de los obrajes en las encomiendas, empezó varios procesos de solicitudes de títulos nobiliarios en la Audiencia y también el desarrollo de la minería en Zaruma. Es uno de los presidentes de la Audiencia de Quito más recordados del siglo XVII, junto a Antonio de Morga y Lope Antonio de Munive. 

## Oidor de Santa Fe

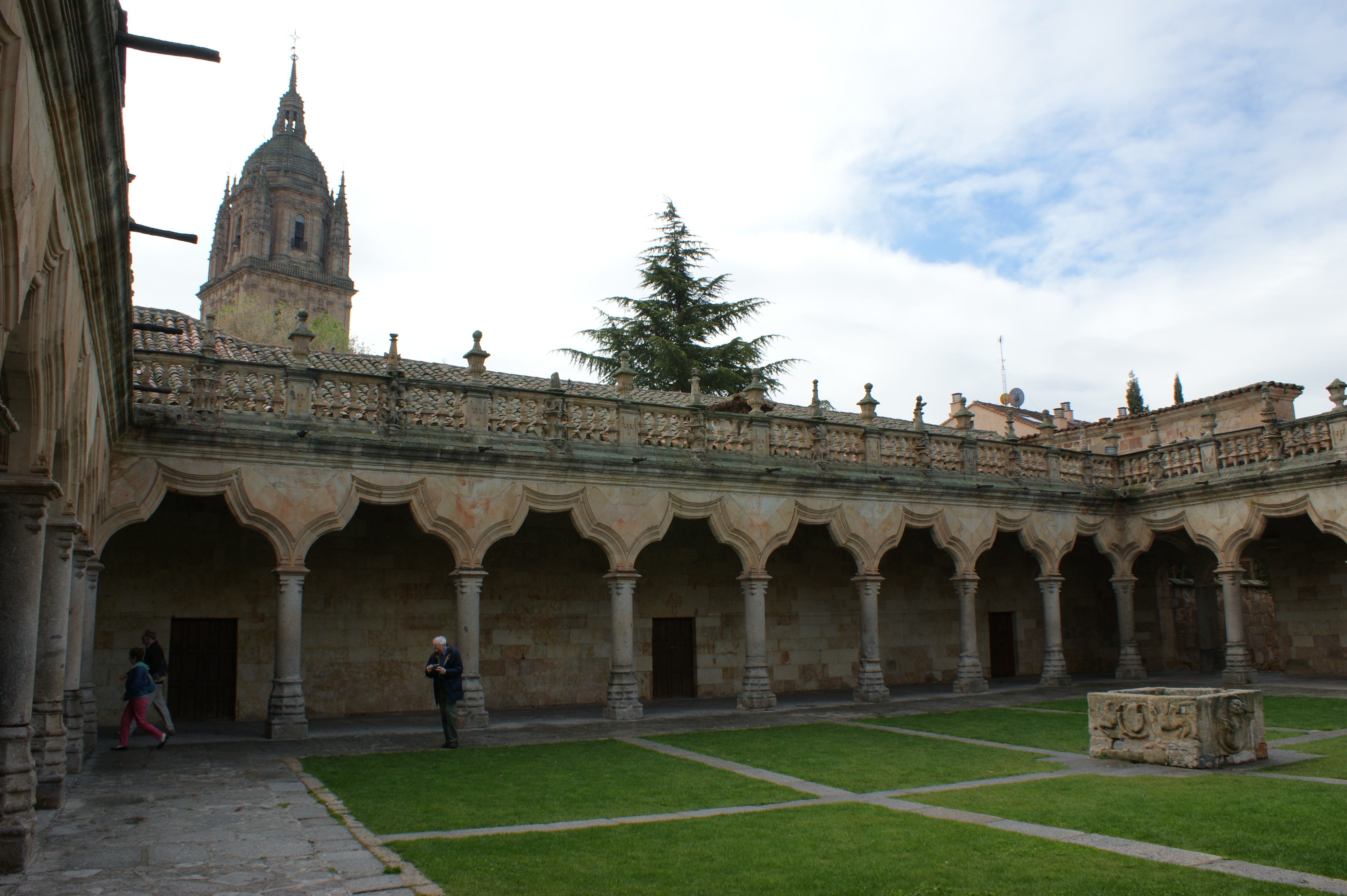
Patio interno de la Universidad de Salamanca

Estudió Derecho en la Universidad de Salamanca y se graduó el 19 de febrero de 1582. Fue nombrado Oidor de Santa Fe de Bogotá en el Reino de Nueva Granada por el rey Felipe II. La Nueva Granada había atravesado una época muy caótica en las últimas décadas del siglo XVI, hasta el punto de que el arzobispo de Bogotá, Lobo Guerrero, escribió a Felipe II que la situación estaba difícil y se encontraban desolados. Por esta razón, Felipe II pensó en enviar gobernadores capaces y que hagan frente a la situación. Eligió a dos personas, el doctor Antonio González, miembro de su consejo, como presidente, y, entre otros oidores, al licenciado Miguel de Ibarra, a quien nombró el 23 de octubre de 1591. Cuando el presidente González supo de Ibarra, escribió al secretario del rey, Juan de Ibarra, caballero de Calatrava y hermano mayor de Miguel que le daba mucha felicidad poder contar con el dentro de su equipo:
"La llegada de don Miguel de Ibarra me ha dado gran alegría de tener tan noble y virtuoso compañero. Dios traiga al señor licenciado todo bien, para que en esta santa fe se le conceda el don que yo puedo" 

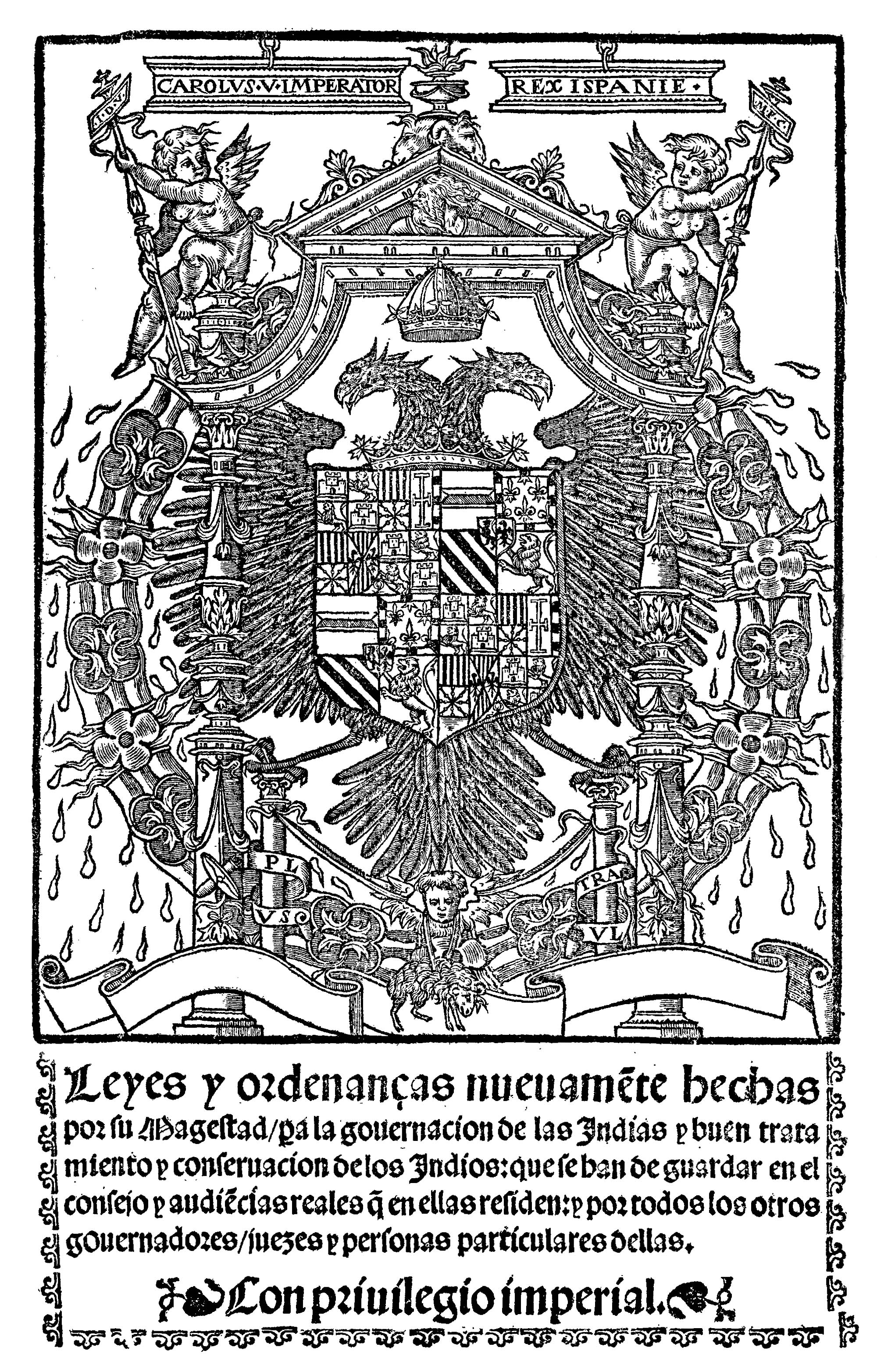
Leyes Nuevas

Así las cosas, Miguel se embarcó en Cartagena y subió a Bogotá. Inicialmente tuvo una mala impresión del lugar, algo que lo expresó en sus cartas a su hermano Juan. Cuando llegó a Santafé había noventa y cinco mil pueblos de indígenas, en los que vivían diecinueve mil ciento sesenta y un tributarios, según lo que se tiene en los registros de cobro de impuestos. Estos a su vez estaban organizados con los distintos encomenderos enviados por el Rey. 
En esa época aún no estaban en vigor las "Leyes Nuevas", que permitían a jornaleros cobrar en dinero y también recibir el tributo en dinero, no especie. Las visitas eran demandadas para poner orden en en lugar y evitar los abusos de los encomenderos. Por esta razón eran bien recibidas por los indígenas. Sin embargo, para ese entonces habían pasado cerca de treinta años desde la última visita, por lo que era necesaria y urgente. En este caso el rol del visitador era el de lidiar con encomenderos, caciques, brujos y la indolencia de los indios. Por esta razón Ibarra debía prepararse para recibir la visita que duraría desde 1593 a 1595.Para ello reunió a los indios de cada encomienda y les explicó por medio de intérpretes que había venido a velar por sus derechos y que podían presentar sus quejas en secreto. Logró reducir considerablemente el tributo de los indios y de la mita. Ordenó que las piedras y las vigas se transportaran en carros y no a hombros. Pero, sobre todo, promulgó una ley que prohibía los "servicios personales": el trabajo debía pagarse en dinero, igual que el tributo. El indígena pasaba a ser jornalero, y jornalero voluntario. Esto le valió el favor de muchos indígenas que apoyaban estas medidas. Además a pesar de que estas medidas eran complicadas, Ibarra tuvo tino para llevarlas a cabo, algo que se conoce no fue el caso del Presidente de la Audiencia de Quito anterior, Barros de San Millán.

## Presidente de la Real Audiencia de Quito

### Llegada a la Audiencia

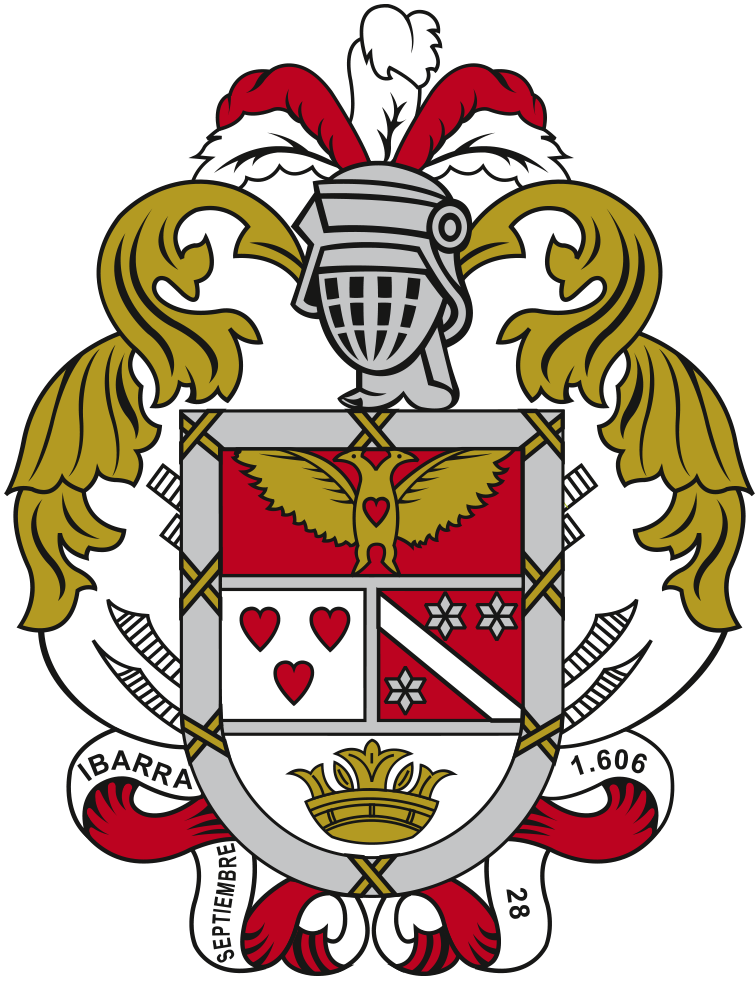
Escudo oficial de Ibarra

Con base en estos informes favorables, el rey Felipe III le designó como Presidente de la Audiencia de Quito, que se encontraba en una profunda crisis después de la Rebelión de los Alcabalas y el exilio de Barros de San Millán. Miguel le dio las gracias en septiembre y le comunicó que se pondría en camino ese mismo mes. El 23 de febrero de 1600, la Audiencia y la ciudad entera le recibieron con honores puesto que esperaban su llegada. Por su parte, el obispo de Quito Luis López de Solís celebró los ritos habituales de la misa con Miguel, como de costumbre. 
Como consecuencia de la revolución de las Alcabalas Quito había perdido alguno de sus privilegios así como a sus alcaldes, e Ibarra no consiguió recuperarlos. Buscó que los que habían tomado parte de la revuelta no sean hostigados. Además fueron considerados vasallos leales. En esta época la villa tenía mil habitantes y treinta encomenderos. Los mestizos crecían y tenían cada vez más poder, llegando a ocupar encomiendas. Durante esta época es que se registra el crecimiento de la población indígena como fruto del éxito de la administración. Se calculaba que había treinta y cinco mil indios en la zona de Quito. De este hecho se destaca la afirmación del virrey Velasco: "Desde la fundación de la ciudad, nunca hubo tantos indios como ahora. Y casi todos tienen sus caballos".

### Los obrajes y las encomiendas
Ibarra pidió que las Casas Reales se trasladaran a la Plaza Mayor, lo que hizo su sucesor, y el aspecto de la ciudad mejoró; se construyeron magníficos templos y monasterios con la colaboración de todos, incluso de los indios, y mansiones con magníficas fachadas de piedra. A juicio del historiador Juan de Velasco, comenzó el "Siglo de Oro" en la Audiencia de Quito. Durante esta época además se construyó el astillero de Guayaquil llegando a ser muy competitivo con el resto del Pacífico. Además la industria textil ganó prominencia en las Indias. Por otro lado, respecto al resto de regiones como la Amazonía, se llevaron a cabo más expediciones, reducciones y aumentó el control sobre esta región inhóspita. Durante esta época los negros no eran muy numerosos y vivían principalmente en el valle subtropical del Chota, donde trabajaban en las plantaciones de caña de azúcar de los religiosos y seculares. La mayoría venían de Cartagena, que había sido civilizada y cristianizada por los sucesores del jesuita Pedro Claver, pero eran esclavos. Sin embargo esto correspondía a una minoría puesto que los negros y mulatos de la Gobernación de Esmeraldas eran libres. Habían sido pues pacificados unos años antes a partir del acuerdo con Francisco de Arobe. 

### Reconocimiento de los caciques de Esmeraldas

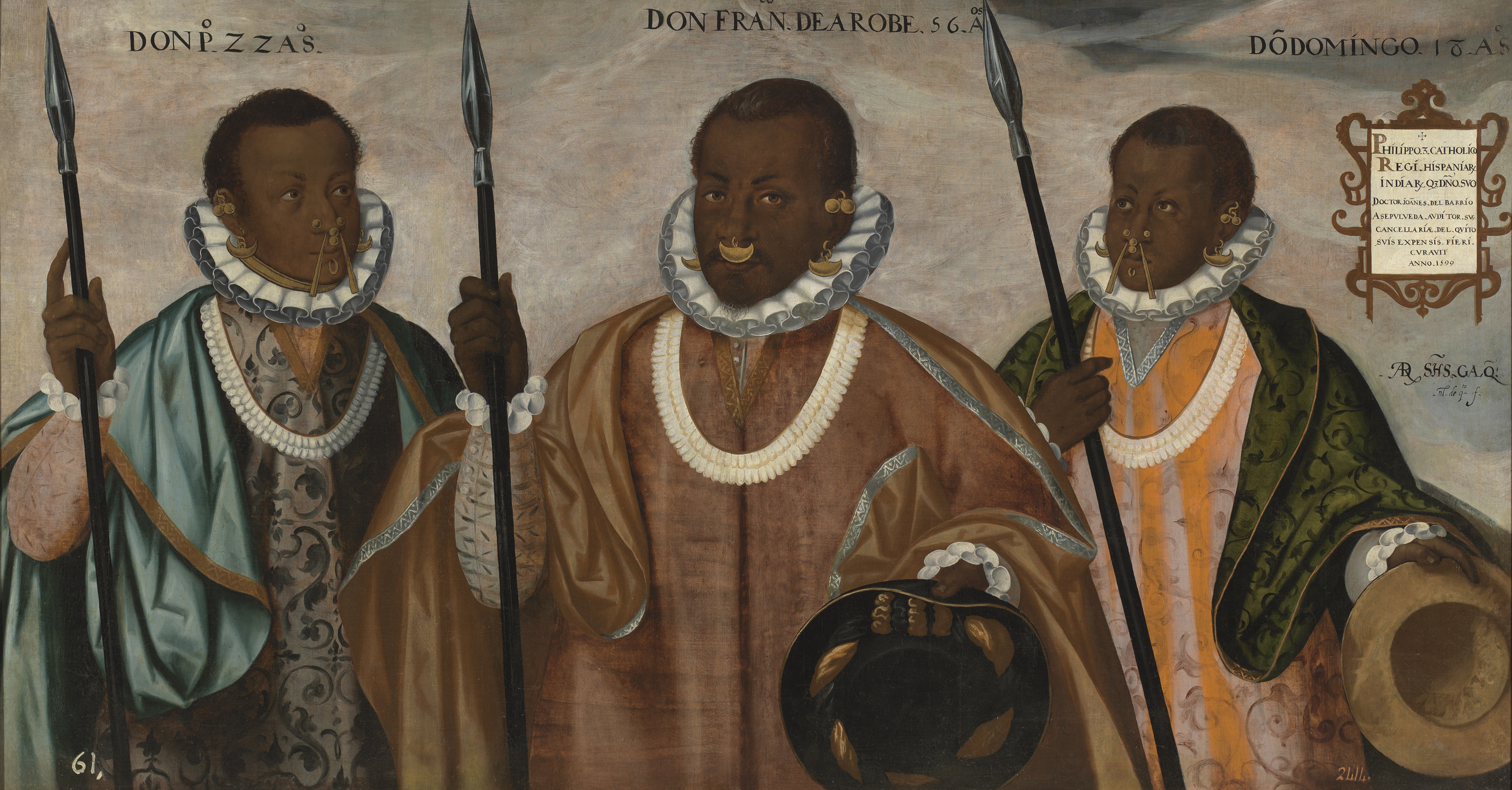
Mulatos de Esmeraldas, donde se representa a Francisco de Arobe

Tiempo más tarde, al enterarse de la llegada de Ibarra, el 6 de julio de 1600 llegó a Quito una comitiva de mulatos encabezada por los capitanes Sebastián y Antonio Illescas, acompañados por un grupo de náufragos que los habían rescatado de las tribus manabas devoradoras de hombres. Los dos capitanes iban a caballo y adornados con orejeras, narigueras y collares de oro. Rindieron pleitesía al rey en manos del presidente, que les confirmó su libertad, el derecho a gobernarse y a cobrar tributos, al tiempo que les perdonaba, como habían exigido, los abusos cometidos en los cuarenta años que habían pasado en Esmeraldas desde que sus padres escaparon de un barco sevillano que encalló en estas playas.
Los indígenas eran gobernados junto a los corregidores por sus antiguos caciques, procedentes de los primitivos pueblos preincaicos, y algunos de ellos intentaban aferrarse al poder y asimilarse a los hidalgos en cuanto a la vestimenta y el derecho a portar espadas y puñales, y asimilarse a los encomenderos. Ibarra además buscó el desarrollo textil porque la minería no tenía tanta importancia como en otros lugares del imperio español. Por esta razón el Cabildo se dirigió al monarca con la petición de que permitiera a los particulares instalar fábricas y molinos textiles, explicándole los beneficios que ello reportaba. El rey se puso en manos del virrey y se concedieron los permisos. Además defendió a los obrajes de los cuestionamientos que estaba levantando Altamirano quien quería destruirlos con el apoyo del virrey.

### Muerte del Virrey

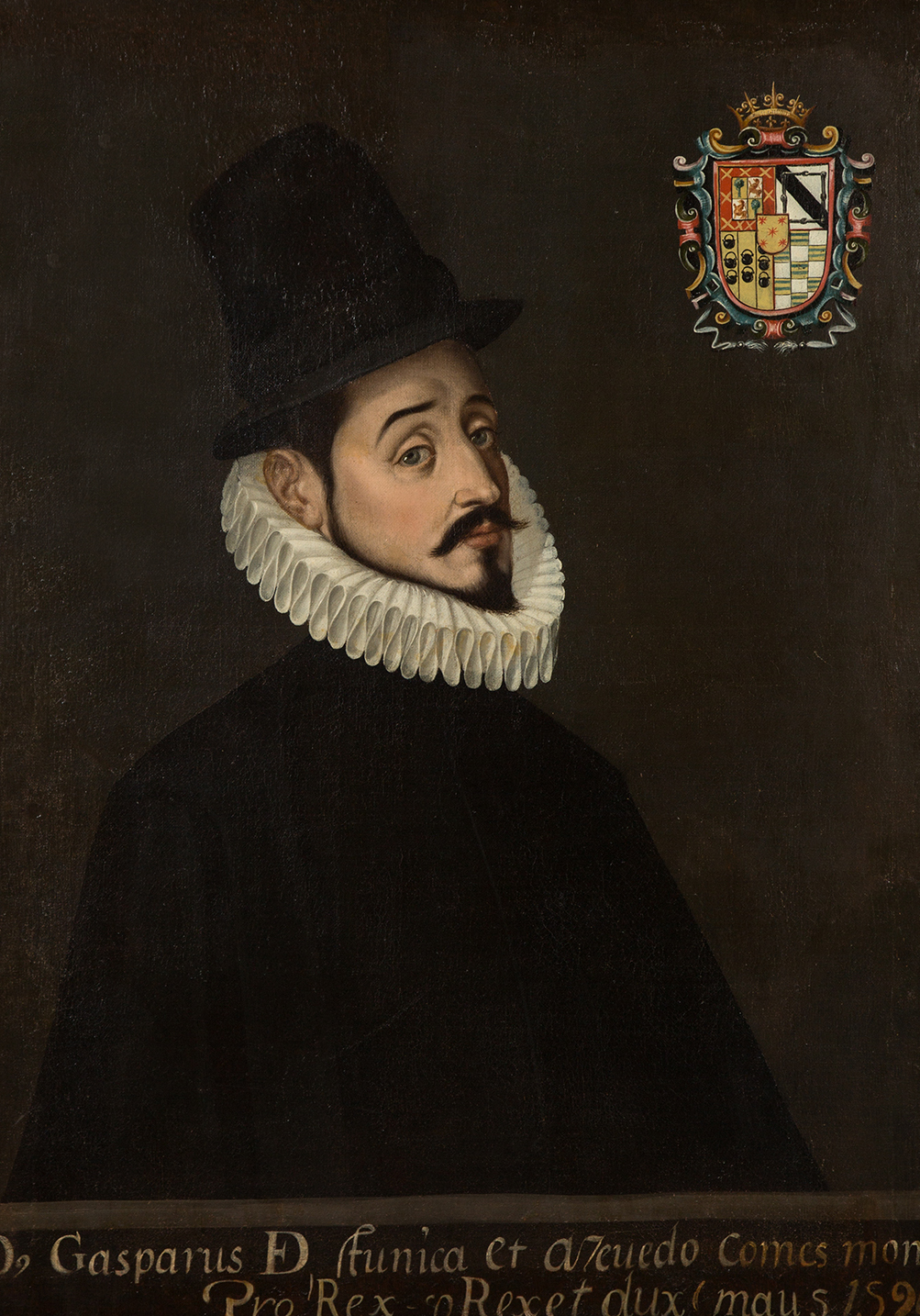
Gaspar de Zugniga y Acevedo, virrey que murió en 1606

Los tejedores de la península lucharon obstinadamente por su industria y obtuvieron varios decretos de la corona prohibiendo el establecimiento de hilanderías privadas de lana en las otras partes de la monarquía española. Son especialmente conocidos los decretos de 1577 y 1601, pero los virreyes Toledo y Velasco, siguiendo la opinión de importantes consejeros, se tomaron la libertad de suspender el real decreto y en su lugar introdujeron una sabia y estricta legislación laboral que protegía e incluso privilegiaba al trabajador. Los obrajes se mantuvieron y se añadieron algunos más, especialmente en Perú. Ningún obraje podía fundarse sin permiso del rey o de su virrey.
La situación cambió cuando el Virrey, Gaspar de Zúñiga y Acevedo, Conde de Monterrey, murió el 2 de abril de 1606. Esto permitió al Presidente Ibarra asumir el gobierno y el Cabildo General con autoridad virreinal. De esta forma fue un gobernante autónomo temporalmente y autorizó los obrajes para personas particulares, siempre y cuando se sometían a las reglas establecidas por los Virreyes Toledo y Velasco: Los indios debían ser jornaleros libres, atraídos por la buena paga y el trato digno. El horario de trabajo era de sol a sol, con una pausa para comer, y recibían un subsidio en forma de carne y sal. Tenían vacaciones, asistencia sanitaria y atención espiritual a cargo de un clérigo a cargo del patrón. Además también empezó a procesar muchas solicitudes de títulos nobiliarios que se habían quedado estancadas desde la época de la conquista, así como de algunos encomenderos que querían obtener grados de nobleza. De esta forma logró el favor de ellos también que muchas veces pudo tener problemas debido a su constante defensa de los indígenas.

### Desarrollo de la Minería en Zaruma
Además de esto también empezó a desarrollar las minas de Zaruma que habían sido descubiertas en 1592 y en 1606 Pedro de Veraza se presentó para informarle que había descubierto el método de las "fresadillas", gracias al cual las minas, que rendían 9.000 pesos, rendirían 40.000 pesos. Ibarra aceptó su propuesta y concedió a los Mitayos trabajadores.

### Fundación de San Miguel de Ibarra

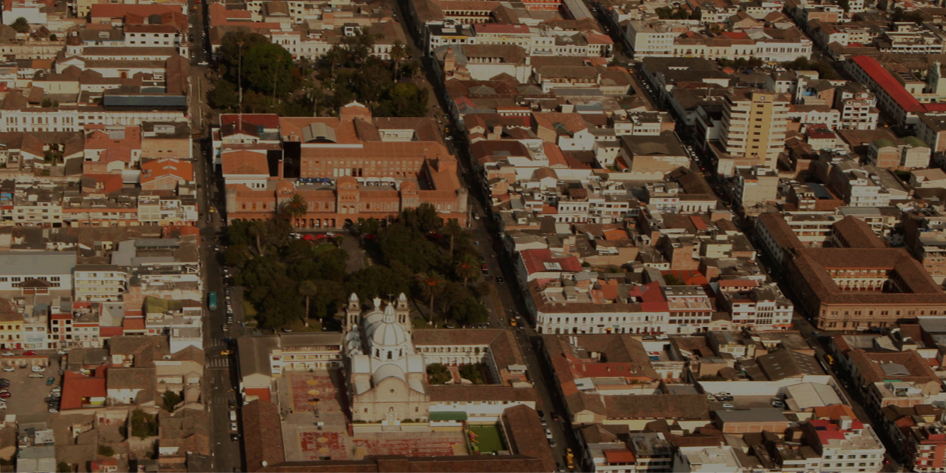
Ciudad de Ibarra

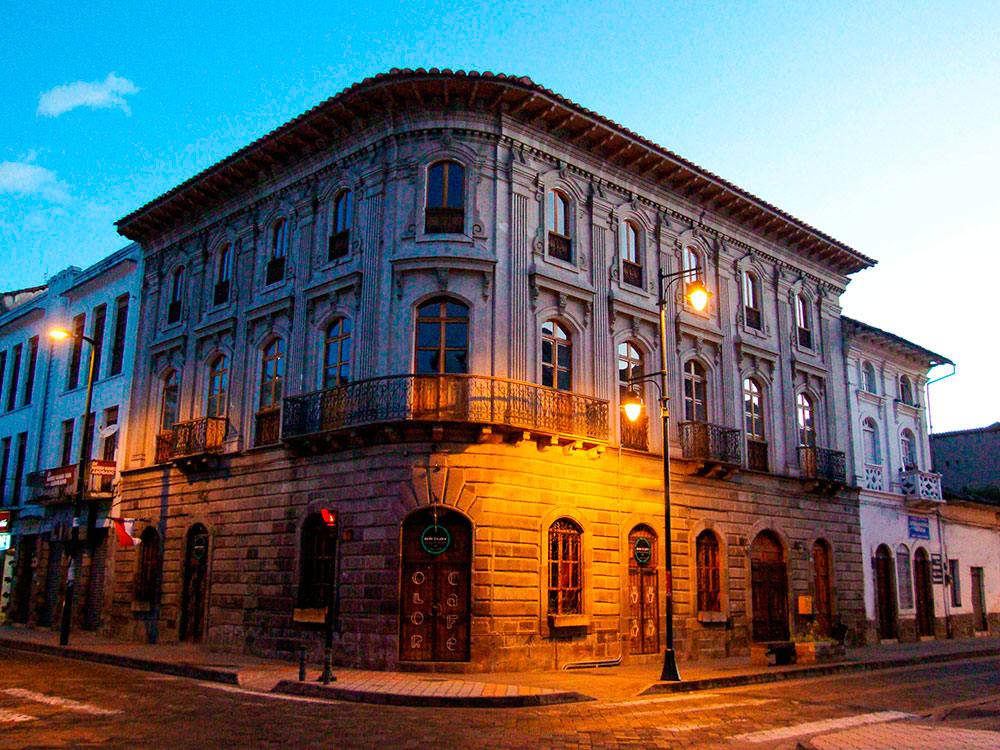
Casa de la Iberreñidad, centro cultural de la ciudad de Ibarra

Por último se conoce a Ibarra por la fundación de la ciudad homónima, San Miguel de Ibarra. Esto empezaría cuando los españoles que vivían en el Valle del Carangue solicitaron al virrey la fundación de una ciudad para beneficiarse de un cabildo y una municipalidad, lo que Ibarra puso en práctica, sobre todo porque esta ciudad sería un enlace de comunicación con Popayán y Bogotá. Además sería un paso intermedio para la salida de Quito al Pacífico, comunicándolo con la Audiencia de Panamá. Para ello enviaría a Cristóbal de Troya como juez fundador:
En nombre de Dios y de la Santísima Virgen María, Miguel de Ibarra del Consejo de Su Majestad, Presidente de la Audiencia y Chancillería de la Audiencia de Quito, Gobernador y Capitán en el distrito de Quito, en virtud de los poderes que tengo de vuestra real persona, es mi deseo que se asiente la población del valle de Carangue. Y para ello os ordeno que, tan pronto como os sea entregado este mi decreto, vayáis con un alto personal de la justicia real al dicho lugar de Carangue y ordenéis que los españoles que allí se encuentran sean reducidos y asentados en el lugar donde Antonio Cordero tiene su estancia. Dispondréis los colonos en el mejor orden que os parezca conveniente, señalando solares en que puedan edificar sus casas, y sobre todo lugares para la iglesia principal, las casas consistoriales, la cárcel y las plazas, todo en forma de pueblo.
Con la fundación de la ciudad se pretendía hacer realidad un viejo objetivo, la apertura de un camino al Pacífico Sur, que permitiera una conexión permanente con Panamá y España, ya que el camino a Guayaquil se cerraba en invierno debido a las inundaciones anuales. El propio Presidente Ibarra se refiere a ello en una carta a Felipe III. Es su última carta de puño y letra, pues ese mismo día, 15 de abril de 1608, cayó enfermo por última vez.

## Legado

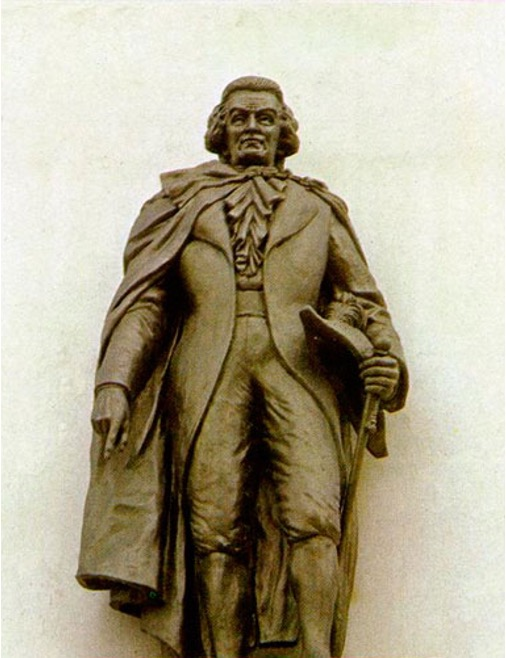
Estatua de Miguel de Ibarra en el obelisco de la ciudad

Esta prosperidad duró siglo y medio y continuó creciendo, siendo protegida por los sucesivos presidentes, especialmente Antonio de Morga, Alonso Pérez de Salazar, Pedro Vásquez de Velasco y Antonio de Munive quien en 1681 tuvo que defenderla porque surgieron calumnias de que los patrones de los obrajes maltrataban bárbaramente a sus obreros y los mataban de hambre. Esto causó la difusión de las llamadas "Noticias Secretas" en 1747, que fueron publicadas por varios historiadores. Sin embargo, durante esta época, Munive rechazó la calumnia y defendió con éxito la industria quiteña.Por su parte los proyectos de Ibarra continuarían durante el siglo XVII, en específico la construcción de caminos a la costa para el desarrollo de ciudades al norte, proyecto predilecto de Morga. Las políticas alrededor de los obrajes continuarían de igual manera puesto que gozaban de relativa riqueza durante este siglo y se estancarían finalmente en el siglo XVIII por la revolución industrial en los textiles que se daría en Francia e Inglaterra. Su gestión a favor del proceso de los títulos nobiliarios en la Real Audiencia de Quito, tendrían mayor peso en la segunda mitad de este siglo cuando por ejemplo Munive buscaría el condado de Peñaflorida. En el siglo XVIII muchos obrajeros ya tenían títulos nobiliarios ya sea criollos o peninsulares. Por esta razón Ibarra es un punto de inflexión en la historia de la nobleza en Ecuador. Al mismo tiempo su defensa de los indígenas lo convierte en uno de los principales presidentes de la Audiencia que fue un procurador de indios, junto a Hernando de Santillán y Manuel de Barros de San Millán, que le presedieron en el cargo. En su honor en la ciudad de Ibarra se erige un obelisco con su estatua, siendo uno de los pocos Presidentes de la Audiencia que tienen un monumento en su memoria, a pesar de la larga lista de Presidentes de la Audiencia que gobernaron la provincia de Quito y que muchos de ellos con decisiones afectarían de manera categórica la historia de Ecuador.